# Philipp Friedrich Theodor Meckel

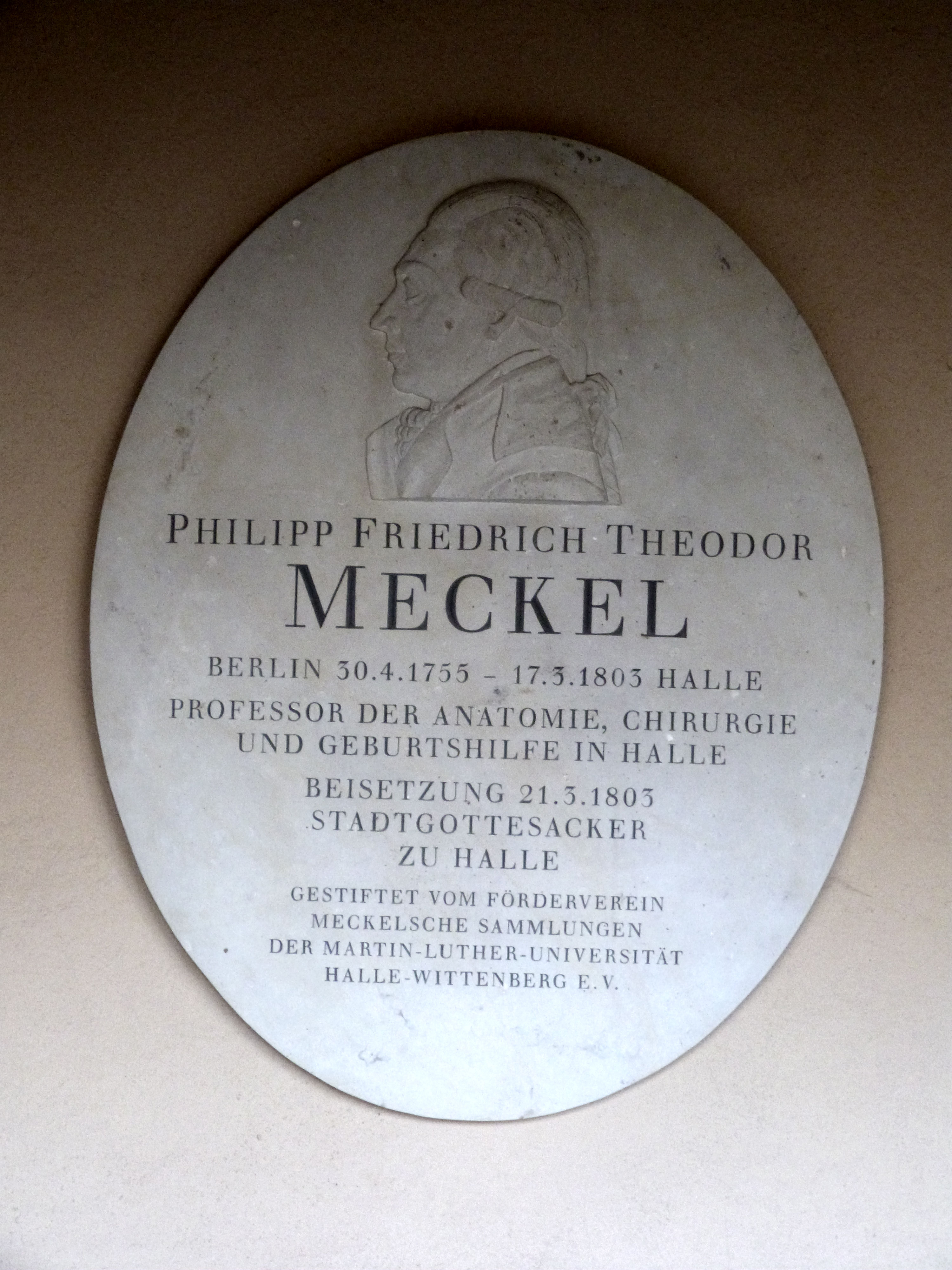
Grabtafel für Philipp Theodor Meckel im Bogen 76 des hallischen Stadtgottesackers

Philipp Friedrich Theodor Meckel (* 30. April 1755 in Berlin; † 17. März 1803 in Halle) war ein deutscher Mediziner. Er war Prosektor in Straßburg und wurde 1779 Professor der Anatomie, Chirurgie und Geburtshilfe in Halle an der Saale.

## Leben und Werk
Der älteste Sohn von Johann Friedrich Meckel (dem Älteren) (1724–1774) und dessen Frau Carlotte Louise Camman wurde in seiner Jugend von Privatlehrern unterrichtet. Vor allem von seinem Vater für die medizinischen Wissenschaften gewonnen, begann er im September 1773 ein Medizinstudium an der Universität Göttingen. 1774 verstarb sein Vater, dessen umfangreiche anatomische Sammlung er erbte. Seine Studien setzte er an der Universität Straßburg fort, wo unter anderem der Chirurg Johann Friedrich Lobstein sein Lehrer in den Fächern Anatomie und Geburtshilfe war.
In Straßburg, wo er mit der den Aquaeductus vestibularis und den Aquaeductus cochleae beschreibenden Dissertation De labyrinthi auris contentis 1777 promoviert wurde, arbeitete Meckel noch eine Zeit lang als Prosektor unter Lobenstein. Von Straßburg aus unternahm er eine Bildungsreise, die ihn an Universitäten in Frankreich und England führte. Er erhielt 1779 eine Berufung als ordentlicher Professor der Anatomie und Chirurgie an die Universität Halle, wo er Prorektor wurde.
Die Tätigkeit als Anatom, die zugleich auch den Unterricht in der Physiologie umfasste, bildete jedoch nur eins seiner umfangreichen Arbeitsgebiete. Seit 1788 leitete er die chirurgische Abteilung des Klinikums in Glaucha, war auch außerhalb dieser amtlichen Funktion ein gesuchter Chirurg. Er übersetzte die geburtshilflichen Werke des Franzosen Baudeloque, gründete eine private Entbindungsanstalt und wurde 1795 und 1797 zu Entbindungen an den Zarenhof nach St. Petersburg gerufen. 1795 hatte ihm Katharina II. die Leitung der gesamten medizinischen Universitäts-Anstalten in Petersburg angeboten. Die Ablehnung brachte ihm allerdings den preußischen Geheimratstitel ein.
Am 17. März 1803 verstarb Philipp Friedrich Theodor Meckel 47-jährig nach schwerer Krankheit an den Folgen einer Gelbsucht. Sein Freund und Kollege Reil begleitete ihn die letzten Wochen und sorgte für die Erfüllung seines letzten Willens: Dass er nämlich nach seinem Tode seziert werde, seine Gerippe künstlich zusammengesetzt und in einem eigenen Schrank aufbewahrt werde. Tatsächlich fanden sich dabei zwei anatomische Besonderheiten: eine Stirnnaht sowie ein 13. Rippenpaar. Die Überreste des Körpers wurden auf dem Stadtgottesacker beigesetzt.

## Familie
Meckel heiratete am 15. Oktober 1780 Johanna Charlotta Lauer (1762–1782). Sie hatten zusammen nur ein Kind, den Anatomen Johann Friedrich Meckel d. J. (1781–1833). Johanna Charlotta Lauer war eine Tochter des Hallenser Kaufmanns Johann Jacob Lauer (1723–1772) und eine Cousine des 1790 nobilitierten Adolf Julius Lauer (1755–1831).
Etwa ein Jahr nach dem Tod seiner ersten Ehefrau heiratete Meckel am 30. April 1783 Therese Christiane Catharine Luise (1758–1826), die Tochter des Theologen Carl Tobias Jetzke. Das Paar hatte neun Kinder, von denen drei früh verstarben: Adolph Ludewig (1793–1794), Paul Ludwig Philipp Wilhelm (*/† 1798) und Augusta Caroline (1799–1801). Die weiteren Kinder waren:
- Tobias Carl (1784–1856)
- Heinrich Theodor (1885–1829)
- Charlotte Louise (1787–1852) ⚭ Johann Wilhelm Brunn (1779–1869)
- Albrecht August (1789–1829), Anatom
- Pauline Meckel (1790–?)
- Wilhelm Ferdinand (1792–um 1812)

## Archivalische Quellen
- Stadtarchiv der Stadt Halle, Signaturen FA 1438, 2586